# Rivière Arctic Red
La rivière Arctic Red est un affluent du fleuve Mackenzie dans les territoires du Nord-Ouest au Canada. C'est aussi le nom d'une communauté sur le Mackenzie qui habite au niveau de la confluence, connue sous le nom Tsiigehtchic. L'autoroute Dempster traverse le Mackenzie en ce point.
La rivière Arctic Red prend sa source dans les monts Mackenzie et coule pendant 500 kilomètres vers le nord-ouest jusqu'à la confluence avec le Mackenzie. La rivière traverse un canyon profond lorsqu'elle traverse le plateau Peel.  Le nom indigène signifie rivière de fer. Les 200 kilomètres en aval de la rivière sont navigables par kayak et canoë sans besoin de portage.
En 1993, la rivière fut inscrite au Réseau des rivières du patrimoine canadien.